# Boulingrin (jeu)
Pour les articles homonymes, voir Boulingrin.
« Boule anglaise » redirige ici.  Pour d'autres sports de boule, voir boule.
Le boulingrin (de l'anglais bowling green, appelé aujourd'hui lawn bowling), par allusion au terrain gazonné sur lequel ce jeu se pratique) est un jeu de boules originaire d’Angleterre. Couramment pratiqué dans l’ensemble du Commonwealth (en particulier dans les îles Britanniques, en Australie et en Nouvelle-Zélande), il est peu connu dans le reste du monde.

## Principes généraux du boulingrin
Par ses principes généraux, le boulingrin s’apparente à la pétanque, à la boule lyonnaise, aux bocce, à la boule bretonne et à plusieurs autres jeux de boule : le but du jeu consiste à lancer des boules de manière à les placer le plus près possible d’une cible. Il se distingue cependant des autres jeux de boule par la forme des boules (qui le rapproche de la  boule de fort angevine) et par le type de terrain.

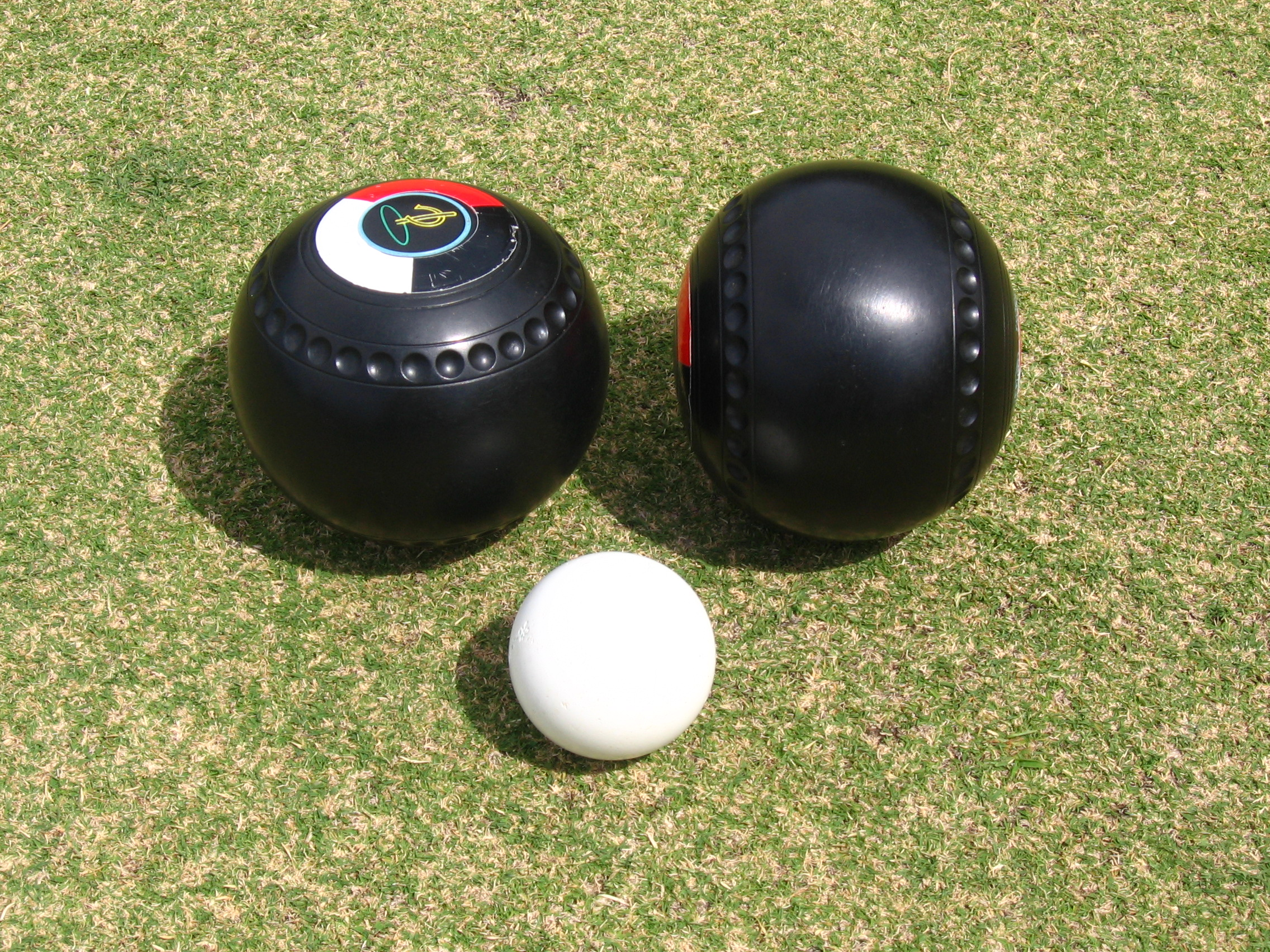
Boules et cochonnet de boulingrin.

### Les boules
Les boules de boulingrin (bowls en anglais) ne sont pas sphériques, mais légèrement écrasées aux deux pôles. De plus, leur forme est asymétrique, c’est-à-dire qu’un des pôles est plus écrasé que l’autre. Cette caractéristique leur donne une trajectoire elliptique, particulièrement marquée lorsque leur vitesse est faible. Pour atteindre la cible, le joueur doit donc doser sa force et sa ligne de tir.
Au Moyen Âge, les boules de boulingrin étaient fabriquées en bois d’if, de frêne ou de chêne. Depuis le XVIe siècle ou le XVIIe siècle, c’est le gaïac, un bois très dur et très lourd, qui est utilisé. Chaque boule pèse environ 1,5 kg.

### Le terrain
Le boulingrin se joue sur une surface gazonnée (le vert, ou green en anglais) de 120 pieds (environ 37 mètres) de côté, divisée en six pistes de 20 pieds de largeur (6 mètres). Bien que ce soit essentiellement un jeu d’extérieur, il existe des terrains intérieurs (sur tapis).

### Le tapis
Les joueurs lancent leur boule en se tenant sur un petit tapis (mat en anglais) mesurant 35 cm sur 60 cm.

### Le cochonnet
Au boulingrin, le cochonnet (jack ou kitty en anglais) est une petite boule sphérique blanche qui est placée au centre du vert, à une distance du tapis d'au moins 23 mètres. Pendant la partie, le cochonnet peut être déplacé s’il est frappé par une boule.

## Règles du jeu
Le boulingrin peut se jouer en simples ou par équipes de deux, trois ou quatre joueurs (mixtes ou non). La partie est divisée en mènes (ends en anglais) : une mène s’achève lorsque tous les joueurs ont lancé (à tour de rôle) toutes leurs boules. Les points sont alors comptés : chaque boule placée plus près que celles de l’adversaire donne un point. Pour la mène suivante, le sens de jeu est inversé (le tapis est déplacé).
Les parties en équipes se déroulent en 18 mènes et les joueurs jouent trois ou quatre boules chacun.
En simples, la partie s’achève lorsqu’un joueur obtient 21 points. Chaque joueur dispose de quatre boules.

## Histoire
Il est probable que le boulingrin existait déjà en Angleterre au XIIe siècle. Il a pu être introduit dans les îles britanniques par les Romains, qui le tenaient peut-être des Égyptiens, par l’intermédiaire des Grecs. Chose certaine, les boules étaient connues dans l’Antiquité.
Par ailleurs, des études ont montré que les Aztèques, les Amérindiens, les Chinois et les Polynésiens jouaient eux aussi à différents jeux de boules. Bien qu’aucune parenté directe ne puisse être imaginée, le jeu pratiqué par les Polynésiens d’Hawaï et par les Maoris de Nouvelle-Zélande présentait des similarités avec le boulingrin, puisque leurs boules (en pierre) étaient elles aussi elliptiques.
La forte popularité du boulingrin en Angleterre pendant le Moyen Âge a fait craindre aux autorités qu’elle entraîne l’abandon de la pratique du tir à l’arc et que, par conséquent, l’habileté des archers du royaume s’en trouve réduite. Cette crainte mena à l’adoption de plusieurs lois successives limitant ou interdisant la pratique du boulingrin à partir du XIVe siècle. La dernière de ces lois, votée en 1541 sous le règne d'Henri VIII, ne fut pas abrogée avant 1845, ce qui n’empêcha cependant pas le jeu de se développer.
Il semble qu’à l’origine, les boules utilisées en Angleterre aient été sphériques. La forme particulière des boules de boulingrin serait apparue en 1522 : le duc de Suffolk, ayant brisé sa boule, aurait décroché la boule ornementale d’un escalier (de forme non sphérique) pour poursuivre sa partie.
La normalisation des règles du boulingrin remonte à 1848, lorsque 200 clubs écossais se réunirent à Glasgow et qu’ils harmonisèrent leurs pratiques. En 1893, la Scottish Bowling Association, créée l’année précédente, publia un ensemble de règles et un code d’éthique qui sont encore suivis de nos jours. La fédération « English Bowling Association » est fondée en 1903. Son premier président fut le Dr W. G. Grace, célèbre joueur de cricket de son époque. Les règles modernes de ce sport datent de 1848.
En 1905, une fédération internationale de boulingrin (l’International Bowling Board) fut créée. Les premiers membres en étaient l’Écosse, l’Angleterre, l’Irlande et le Pays de Galles, auxquels se joignirent l’Australie, le Canada, la Nouvelle-Zélande, l’Afrique du Sud et les États-Unis en 1928.
Aujourd’hui, la fédération internationale regroupe 52 associations nationales disséminées dans le monde entier : Europe, Amérique du Nord, Amérique du Sud, Moyen-Orient, Afrique, Asie, Océanie.

## Le boulingrin au Canada

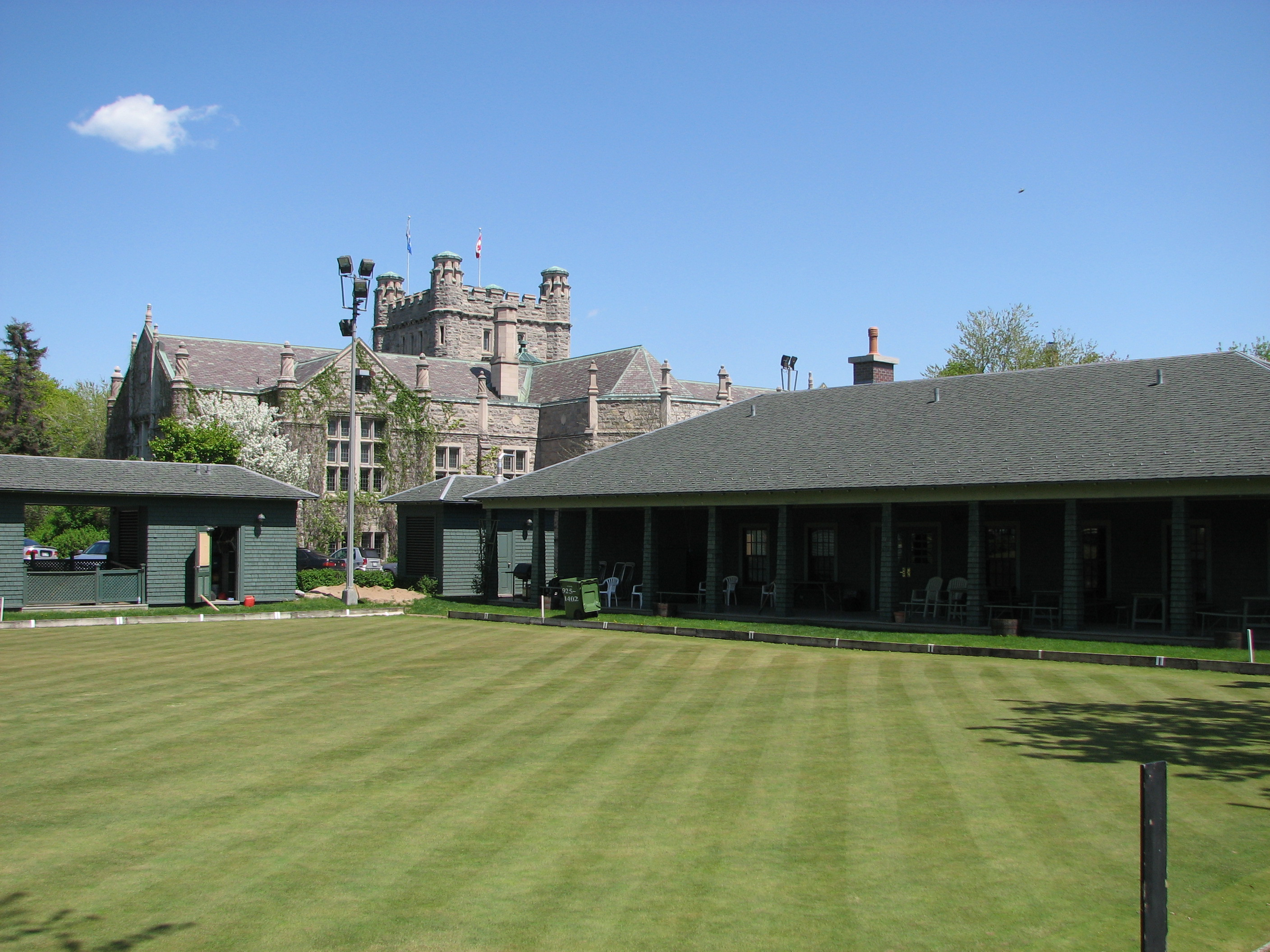
Terrain de boulingrin de Westmount (Québec).

Le boulingrin fut implanté au Canada en 1888, lorsque des officiers britanniques aménagèrent un terrain dans leur garnison d'Annapolis Royal, en Nouvelle-Écosse. Il compte aujourd’hui 16 600 membres licenciés, appartenant à plus de 250 clubs. On trouve 140 clubs en Ontario, 53 en Colombie-Britannique et 16 au Québec. Au Québec, le boulingrin est principalement pratiqué dans les municipalités et les quartiers anglophones de l'agglomération de Montréal : Westmount, Verdun, Lachine, Vaudreuil-Dorion, Pointe-Claire, Pierrefonds, Mont-Royal, Beaconsfield, Saint-Lambert.

### Profil des joueurs de boulingrin
Le boulingrin peut être pratiqué à tout âge et par les deux sexes. Toutefois, au Canada, la plupart des joueurs sont âgés de 50 à 70 ans. Il existe aussi des compétitions pour handicapés visuels.
Traditionnellement, les joueurs sont habillés de blanc (pantalon, chemise et casquette). Ceci n’est cependant pas une règle mais une coutume.

## Compétitions
Des championnats nationaux existent dans la plupart des pays pratiquant le boulingrin. La compétition britannique majeure reste l'« International Championship » qui met aux prises chaque année les équipes nationales britanniques.
La compétition internationale la plus importante est le « World Bowls Championship », auquel participent les meilleures équipes mondiales. Ce championnat professionnel est retransmis à la télévision britannique (BBC).
La première édition des championnats du monde se tient en 1966. Les championnats du monde sont ensuite disputés tous les quatre ans depuis 1972. Des titres individuels, par deux, par trois et par quatre sont attribués chez les hommes et les femmes.
Un championnat du monde indoor (World Indoor bowls championships) se tient tous les ans depuis 1979 en individuel hommes, les femmes et en couple mixte. L'Écosse a remporté dix-neuf titres devant l'Angleterre avec douze titres. Le joueur le plus titré est l'Écossais Alex Marshall avec six titres de champion du monde (1999, 2003, 2004, 2007, 2008 et 2015) chez les femmes l'Anglaise Carol Ashby est la plus titrée avec trois titres (2002 à 2004).
Le boulingrin est également une discipline représentée aux Jeux du Commonwealth, ainsi qu'aux Jeux du Pacifique.